# 奔薩省
奔薩省（Пензенская губерния）是俄羅斯帝國和蘇聯早期的一個省。包括今日奔薩州和莫爾多瓦共和國的大部分。面積38,839平方公里，1897年人口1,470,474人。首府奔薩。
1780年建省，1928年被併入中伏爾加州。